# Park In-hwan
Park In-hwan (hangul: 박인환; hanja: 朴仁煥; rr: Bak In-hwan; MR: Pak Inhwan: 6 de janeiro de 1945) é um ator sul-coreano.

## Filmografia

### Filmes
| Ano  | Título                                | Papel                         | Ref.  |
| ---- | ------------------------------------- | ----------------------------- | ----- |
| 1990 | I Stand Everyday                      | Boss Yook                     |       |
| 1990 | Well, Let's Look at the Sky Sometimes | Pai de Young-soo              |       |
| 1990 | Young-shim                            | Pai                           |       |
| 1991 | Milk Chocolate 1950-1990              | Seo Pan-sool                  |       |
| 1991 | Teenage Coup de grâce                 |                               |       |
| 1993 | When Adam Opens His Eyes              | Mestre de áudio               |       |
| 1995 | Millions in My Account                | Pai de Jeon Dal-soo           |       |
| 1997 | Baby Sale                             | Pai de Sang-joon              |       |
| 1998 | Two Cops 3                            | Pai do detetive Lee Hyeong-gu |       |
| 1998 | The Quiet Family                      | Kang Dae-goo                  | [ 2 ] |
| 1999 | The Spy                               | Sr. Oh                        |       |
| 2000 | Weathering the Storms                 | Pai                           |       |
| 2000 | Just Do It!                           | Parente da família (cameo)    |       |
| 2001 | Prison World Cup                      | Diretor Jang                  |       |
| 2001 | One Fine Spring Day                   | Pai de Sang-woo               |       |
| 2002 | Oh! LaLa Sisters                      | Kim Il-dong                   |       |
| 2002 | Sex of Magic                          | Pai de Park Sung-bin          |       |
| 2004 | Two Guys                              | Diretor Lee (cameo)           |       |
| 2006 | Moodori                               | Gu Bong-gi                    |       |
| 2007 | Happiness                             | Seok-gu (cameo)               |       |
| 2009 | Thirst                                | Sacerdote Roh                 | [ 3 ] |
| 2009 | Fly, Penguin                          | Ancião Kwon                   |       |
| 2009 | The Executioner                       | Agente penitenciário Kim      | [ 4 ] |
| 2009 | The Righteous Thief                   | Hong Man-seok                 |       |
| 2014 | Miss Granny                           | Sr. Park                      |       |
| 2017 | Lucid Dream                           | Seong-pil                     |       |
| 2019 | The Odd Family: Zombie on Sale        | Man-deok                      |       |
| 2019 | Exit                                  | Jang-soo                      |       |
| 2022 | Kingmaker                             | Kang In-san                   |       |
| ASA  | Unexpected Love                       |                               |       |

### Séries de televisão
| Ano  | Título                                                     | Papel                                              | Ref.   |
| ---- | ---------------------------------------------------------- | -------------------------------------------------- | ------ |
| 1965 | The Long Voyage Home                                       |                                                    |        |
| 1981 | 1st Republic                                               | Lee Seung-yeop                                     |        |
| 1984 | MBC Bestseller Theater "30-Day Picnic"                     |                                                    |        |
| 1986 | MBC Bestseller Theater "Bird in Flight Again"              | Monge                                              |        |
| 1987 | MBC Bestseller Theater "Rain Shower"                       |                                                    |        |
| 1989 | Wang Rung's Kin                                            | Pil-yong                                           |        |
| 1989 | For the Emperor                                            |                                                    |        |
| 1989 | 2nd Republic                                               | Kim Yeong-seon                                     |        |
| 1989 | The 5th Column                                             | Diretor Park                                       |        |
| 1989 | The Region of Calm                                         | Yoo Jin-san                                        |        |
| 1990 | My Sister, Mong-sil                                        | Sr. Kim                                            |        |
| 1991 | Our Paradise                                               | professor de psicologia, pai de Jin-soo e Seung-mi |        |
| 1991 | Land of Thirst                                             | Chefe Choi                                         |        |
| 1991 | 말로만 중산층                                              | Kim Dal-guk                                        |        |
| 1991 | Tingling Fingertips                                        |                                                    |        |
| 1991 | Eyes of Dawn                                               | Soldado Gu Bo-da                                   |        |
| 1992 | MBC Best Theater "The Era of Passion"                      |                                                    |        |
| 1992 | Rainbow in Mapo                                            | Park Geo-se                                        |        |
| 1993 | January                                                    | Kim Jin-gu                                         |        |
| 1993 | Our Hot Song                                               | Pai de Jae-hee                                     |        |
| 1993 | Han River Cuckoo                                           | Amigo dos pais de Han Sang-pil                     |        |
| 1993 | Mountain Wind                                              | Hong Jeong-gi                                      |        |
| 1993 | Love Is Living                                             |                                                    |        |
| 1994 | MBC Best Theater "What Are You Afraid About Turning Fifty" |                                                    |        |
| 1994 | What Have You Done Yet                                     | Dong Ki-ho                                         |        |
| 1995 | Asphalt Man                                                | Elder Kang                                         |        |
| 1995 | You Said You Loved Me                                      |                                                    |        |
| 1995 | Hopefully the Sky                                          | Deok-bae                                           |        |
| 1996 | Pretty Woman                                               | Han Seok-bong                                      |        |
| 1996 | 1.5                                                        | Pai de Seok-hyun                                   |        |
| 1996 | Ganyiyeok                                                  | Choi Seung-don                                     |        |
| 1996 | First Love                                                 |                                                    |        |
| 1996 | Im Kkeok-jeong                                             | Im Dol-yi                                          |        |
| 1997 | MBC Best Theater "Crying Crow"                             | Sr. Ji                                             |        |
| 1997 | Beyond the Horizon                                         | Park Du-chil                                       |        |
| 1997 | A Bluebird Has It                                          | Pai do diretor Baek                                |        |
| 1997 | MBC Best Theater "Please Stop by the Laundromat"           |                                                    |        |
| 1998 | Homecoming, a Short Story                                  | Detetive Min                                       |        |
| 1998 | MBC Best Theater "Pensive Bodhisattva"                     | Diretor Jang                                       |        |
| 1998 | For the Sake of Love                                       | Kang Tae-bong                                      |        |
| 1998 | Love on a Jujube Tree                                      |                                                    |        |
| 1998 | Legendary Ambition                                         |                                                    |        |
| 1998 | Dreaming of Christmas                                      |                                                    |        |
| 1998 | Advocate                                                   | Kim Kang-jin                                       |        |
| 1999 | Young Sun                                                  | Kang Tae-ho                                        |        |
| 1999 | Beautiful Secret                                           |                                                    |        |
| 1999 | TV Novel "My Older Sister's Mirror"                        |                                                    |        |
| 2000 | Wang Rung's Land                                           | Wang Rung                                          |        |
| 2001 | Orient Theatre                                             | Moon Soo-il                                        |        |
| 2001 | Like Father, Unlike Son                                    | Choi Bok-dal                                       |        |
| 2001 | Sangdo                                                     | Hong Deuk-joo                                      |        |
| 2002 | Sidestreet People                                          | Park Paeng-jo                                      |        |
| 2002 | To Be with You                                             | Choi In-seok                                       |        |
| 2002 | Confession                                                 | Chefe Choi                                         |        |
| 2002 | My Platoon Leader                                          | Mestre Sargento Lee                                |        |
| 2003 | Into the Sun                                               | Jeon Joon-oh                                       |        |
| 2003 | Near to You                                                | Diretor Cha                                        |        |
| 2003 | Land of Wine                                               | Lee Jin-pyeong                                     |        |
| 2003 | Good Person                                                | Oh Dong-chul                                       |        |
| 2003 | South of the Sun                                           | Noh Young-man                                      |        |
| 2003 | Briar Flower                                               | Min Dae-sik                                        |        |
| 2004 | Say You Love Me                                            | Seo Pil-sang                                       |        |
| 2004 | My Hidden Love                                             | Jung Il-hyun                                       |        |
| 2004 | Hyung (My Older Brother)                                   | Ji Sang-tae                                        | [ 5 ]  |
| 2004 | Save the Last Dance for Me                                 | Pai de Ji Eun-soo                                  |        |
| 2004 | Emperor of the Sea                                         | Pai de Jang Bogo (cameo)                           |        |
| 2005 | Drama City "Chin Up, Dad!"                                 | Pai de Byung-ho                                    |        |
| 2005 | Be Strong, Geum-soon!                                      | Director Noh                                       |        |
| 2005 | Biscuit Teacher and Star Candy                             | Hwang Gap-soo                                      |        |
| 2005 | 5th Republic                                               | Jeong Seung-hwa                                    |        |
| 2005 | Tears of Diamond                                           | Presidente Jin Sang-jin                            |        |
| 2005 | A Love to Kill                                             | Cha Du-yong                                        |        |
| 2005 | Drama City "Like a Dream"                                  | Pai de Jungyoon                                    |        |
| 2005 | HDTV Literature "Saya Saya (Bird, Bird)"                   | Sr. Na                                             |        |
| 2006 | Famous Princesses                                          | Na Yang-pal                                        |        |
| 2006 | Yeon Gaesomun                                              | Yeon Taejo                                         |        |
| 2006 | Lovers                                                     | Reverendo Yoon                                     |        |
| 2007 | Hello! Miss                                                | Hwang Man-bok                                      |        |
| 2007 | War of Money                                               | Seo In-chul                                        |        |
| 2007 | The Golden Age of Daughters-in-Law                         | Lee Soo-gil                                        |        |
| 2007 | First Wives' Club                                          | Lee Hwa-sang                                       |        |
| 2007 | Drama City "Ugly You"                                      | Park Oh-chul                                       |        |
| 2008 | My Precious You                                            | Jang Il-nam                                        |        |
| 2009 | Three Brothers                                             | Kim Soon-kyung                                     | [ 6 ]  |
| 2009 | Enjoy Life                                                 | Hong Man-bok                                       |        |
| 2010 | It's Okay, Daddy's Girl                                    | Eun Ki-hwan                                        | [ 7 ]  |
| 2011 | Believe in Love                                            | Kim Soo-bong                                       |        |
| 2011 | You're So Pretty                                           | Go Man-seok                                        |        |
| 2011 | Bravo, My Love!                                            | Byun Choon-nam                                     |        |
| 2011 | My One and Only                                            | Lee Pil-yong                                       |        |
| 2012 | The Sons                                                   | Yoo Won-tae                                        |        |
| 2013 | One Well-Raised Daughter                                   | Jang Pan-ro                                        |        |
| 2014 | 4 Legendary Witches                                        | Park Yi-moon                                       |        |
| 2016 | Come Back Mister                                           | Kim Noh-gap                                        |        |
| 2017 | Mad Dog                                                    | Byun Gook-jin                                      |        |
| 2019 | Liver or Die                                               | Kan Bo-goo                                         | [ 8 ]  |
| 2020 | Brilliant Heritage                                         | Boo Young-bae                                      |        |
| 2021 | Navillera                                                  | Shim Deok-chul                                     |        |
| 2021 | Lost                                                       | Chang-sook                                         | [ 9 ]  |
| 2021 | School 2021                                                | Gong Young-soo                                     | [ 10 ] |
| 2022 | It's Beautiful Now                                         | Lee Kyeong-cheol                                   | [ 11 ] |

### Webséries
| Ano  | Título      | Papel | Notas | Ref.   |
| ---- | ----------- | ----- | ----- | ------ |
| 2023 | One Day Off | Avô   | Cameo | [ 12 ] |

### Programa de variedades
| Ano  | Título                               | Rede | Notas |
| ---- | ------------------------------------ | ---- | ----- |
| 1990 | Mysterious World of Quiz Exploration | KBS1 |       |

## Teatro
| Ano  | Título                               | Papel          | Reprisado  |
| ---- | ------------------------------------ | -------------- | ---------- |
|      | The Money Bug: Outdoor Play          |                |            |
|      | A Tempestade                         |                |            |
|      | A Man for All Season                 |                |            |
|      | A Good Person                        |                |            |
|      | Antígona                             |                |            |
|      | A Tropa Errante                      |                |            |
|      | O Jardim das Cerejeiras              |                |            |
|      | Porgy and Bess                       |                |            |
| 1994 | Guys and Dolls                       | Nathan Detroit |            |
| 1995 | The Fantasticks                      |                |            |
| 1996 | Ttaraji's Banquet                    |                |            |
| 1998 | Tumen River of Tears                 |                |            |
| 1999 | An Inn Without an Address            |                |            |
| 2001 | Fallen Pagoda of Love                |                |            |
| 2002 | Heartbreaking Miari Hill             |                |            |
| 2005 | Song of Katusa                       |                |            |
| 2008 | Scent of Love                        | Kang-soo       |            |
| 2009 | Rain Falling in Gomoryeong           |                | 2010, 2011 |
| 2010 | Crossing the Bakdaljae Pass in Tears |                |            |
| 2011 | Tuscany in Seoul                     | Seo Joo Hyuk   |            |

## Prêmios e indicações
| Ano  | Prêmio                          | Categoria                                                    | trabalho indicado       | Resultado |
| ---- | ------------------------------- | ------------------------------------------------------------ | ----------------------- | --------- |
| 1978 | 2º Festival de Teatro da Coreia | Melhor Ator                                                  | A Tempestade            | Venceu    |
| 1980 | MBD Drama Awards                | Prêmio de Excelência, Ator                                   |                         | Venceu    |
| 1981 | 18º Prêmio de Teatro Dong-A     | Melhor Ator                                                  | O Jardim das Cerejeiras | Venceu    |
| 1984 | 20º Baeksang Arts Awards        | Melhor Ator de Teatro                                        | A Good Person           | Venceu    |
| 1989 | KBS Drama Awards                | Prêmio de Excelência, Ator                                   | The Region of Calm      | Venceu    |
| 1990 | MBC Drama Awards                | Prêmio de Excelência, Ator                                   | My Sister, Mong-sil     | Venceu    |
| 2000 | SBS Drama Awards                | Prêmio Top Excelência, Ator                                  | Wang Rung's Land        | Venceu    |
| 2006 | KBS Drama Awards                | Prêmio Top Excelência, Ator                                  | Famous Princesses       | Indicado  |
| 2007 | KBS Drama Awards                | Prêmio de Excelência, Ator em Drama de Um Ato/Especial/Curta | Ugly You                | Venceu    |
| 2010 | KBS Drama Awards                | Prêmio de Excelência, Ator em Drama Diário                   | Three Brothers          | Indicado  |
| 2020 | KBS Drama Awards                | Prêmio Top Excelência, Ator                                  | Brilliant Heritage      | Venceu    |
| 2022 | KBS Drama Awards                | Prêmio de Excelência, Ator em Série Drama                    | It's Beautiful Now      | Indicado  |

### Honras de estado
| Estado        | Cerimônia de Premiação                        | Ano  | Honra                    | Ref.   |
| ------------- | --------------------------------------------- | ---- | ------------------------ | ------ |
| Coreia do Sul | Prêmios de Cultura e Artes Populares Coreanas | 2021 | Ordem do Mérito Cultural | [ 14 ] |